# فیلیپه سندروس
فیلیپ سیلون سندروس (اسپانیایی: Philippe Sylvain Senderos‎؛ زاده ۱۴ فوریهٔ ۱۹۸۵) بازیکن فوتبال پیشین اهل سوئیس است.
وی در خط دفاع تیم ملی فوتبال سوئیس و همچنین در باشگاه‌های سروت، آرسنال، میلان، اورتون، فولام، والنسیا، استون ویلا، گراس‌هاپر، رنجرز و هیوستون دینامو سابقهٔ بازی داشته‌است.

## زندگی شخصی
وی از پدری اسپانیایی و مادری صربستانی زاده شده‌است. در ۲۰ ژوئیه ۲۰۰۹، سندروس با همسر ایرانی‌اش سارا ازدواج کرد. وی به هفت زبان انگلیسی، فرانسوی، صربی، اسپانیایی، آلمانی، ایتالیایی و فارسی تسلط دارد. وی همچنین در سال ۲۰۱۲ اعلام کرد که اسلام را پذیرفته و به مذهب مسلمان شیعه گرویده است.